# マシュマロエステ
『マシュマロエステ』 (原題: The Sex Spa II：The Body Work) は、2003年制作のアメリカ合衆国のポルノ映画である。日本での配給はアルバトロス・フィルム。

## 概略と作風
エステサロンで働く一組の男女が、お互いに共有している夢と理想の実現のために活動するさまを描いた作品。
プロットの性質上、本編の半分以上が性行為の描写で満たされている点、官能と愛欲の描写を中心に展開されている点が、この映画の大きな特徴である。

## あらすじ
会員制エステサロン「エレガンテ・スパ」。ケリーは同店のマッサージ師として働いていた。同僚で元・恋人のジョージは、多くの指名客と常連客を持つ人気の高いマッサージ師である。2人は現在、恋人ではなくお互いに良き友として接していた。ジョージの人気が高いのは、マッサージに加えて、ある「特別な」奉仕を行う点にあり、女性客たちは彼の「特別奉仕」に酔い痴れていた。店の経営主・マーシャは、ジョージのこの「奉仕」の現場を押さえたら解雇するつもりであった。ケリーとジョージは、ある夢を抱いていた。現在働いている店から独立し、新しく店を開いて自分たちで経営することで、そのためには資金が必要であった。
投資家であるライアンを夫に持つレイチェルはジョージの常連客であり、「エレガンテ・スパ」にてマッサージを受けている途中、ジョージのことを夫に話したと語った。ビジネスの話を振られたジョージは、レイチェルに対して、自身が描いている将来の独立とその投資の未来像について語った。
休憩中、自慰に耽っていたケリーだが、マーシャに見付かる。マーシャは、ジョージのマッサージが規定の時間を過ぎていることをケリーに告げる。部屋の前を通ったときに話し声がしたことも伝えたが、これは前述のジョージのレイチェルに対する投資の話であった。その後、ケリーがジョージの部屋の前まで来たとき、マーシャが再び現れた。マーシャに部屋に踏み込まれるのを防ぐため、ケリーはマーシャに対してマッサージを施す。マーシャはケリーのマッサージの腕前を素直に褒め、さらにマッサージの快感が昂じて2人はそのまま性交に及んだ。
急用で外出することになったマーシャは、ケリーに店終いを任せる。そのとき、レイチェルの夫・ライアンが店に現れた。店にクレジットカードを置き忘れたレイチェルの代わりに取りに来たのである。ライアンはケリーを気に入り、彼女を（彼女の）自宅まで送った。ケリーもライアンに好印象を持つが、相手は既婚者だから、と自分に言い聞かせた。
後日、ケリーのマッサージを受けるため、ライアンが「エレガンテ・スパ」を訪れた。ケリーのマッサージを受けて、ますますケリーを気に入ったライアンは、彼女を食事に誘う。ケリーがライアンと接触を持ったことを知ったジョージは、独立の好機と見て、ライアンに投資の話を持ちかけるようケリーに頼み込む。
カーラがジョージに対して、事前の予約（レイチェル）が入っていたにもかかわらず、自分を優先して欲しい、と「エレガンテ・スパ」に電話を掛けてきた。カーラはジョージとの通話で、ジョージの独立に投資をしてくれそうな友人を紹介する、と言い、あとになって店にやって来た彼女は改めてジョージにそのことを話した。
ライアンとの食事後、彼の車の中でケリーはライアンから求愛と肉慾の言葉を掛けられる。自宅に戻ったケリーだが、ジョージが家の中にいたことに気付いて驚く。ジョージはケリーに投資の話を強く持ちかけたことを詫びに来たのだった。ジョージが帰ると、ケリーは先ほど車の中でライアンから掛けられた求愛の言葉を思い出し、彼と性交しているところを想像して手淫に耽った。
「エレガンテ・スパ」に花が届いた。送り主はライアンであった。ジョージはケリーに、事前の許し無しで彼女の自宅にいたことを詫びたうえで、「ライアンとは本当に友達か？」と念を押す。その後、店を訪れたライアンはケリーをデートに誘う。その夜、2人はケリーの自宅で性交に及んだ。閨事が終わってから、ケリーはライアンに対して独立の話をした。その際、ケリーがジョージの名前を出すと、ライアンは訝しがった。妻のレイチェルから「良い腕をしている」と、その名を聞いていたからである。投資の話をケリーがそれとなくすると、ライアンはその企画案を書いてきて欲しい、とケリーに頼んだ。
翌日、ジョージはカーラの自宅を訪れ、投資をしてくれるという彼女の友人・ダイアナを紹介された。ジョージはビジネスの話をしようとするが、ダイアナはそれよりもジョージとのセックスを楽しもうとして彼に迫った。これに辟易したジョージは、ダイアナの求愛を拒絶したうえで捨て台詞を吐いてその場から立ち去った。
ケリーは、以前ジョージと一緒に見付けたという物件へ、ライアンを連れてきた。2人はそこで性交したあと、ケリーの独立への投資の話を切り出し、その中でライアンは投資の際の条件を提示した。それは、「ジョージ抜きであること」だった。ライアンはジョージの存在を快く思っていなかった。さらにライアンは、店にいたジョージのもとへ乗り込み、25万ドルの小切手を渡す代わりにケリーとも妻とも別れて町から出て行くよう要求した。ジョージは「エレガンテ・スパ」を辞め、ケリーに対して、ライアンから町からの立ち退きを要求されたことを話すことなく、「ケリーの成功を祈る」と告げて、ケリーの前から去っていった。
ジョージが店を辞めたことをマーシャから聞かされたケリーは、そのときのマーシャの態度についに我慢ならなくなり、「クビにしたければすればいい」と吐き捨てて店から出て行った。
ライアンが自宅の洗面所で手を洗っていると、妻のレイチェルが全裸で現れた。「からかっているのか？」とライアンは聞くも、妻に欲情してそのままお互いに媾合に及んだ。2人が行為に及んでいることを知らないケリーは、ライアンの携帯電話に電話を掛けた。携帯電話は、ライアンが着ていたシャツの胸ポケットの中に入っており、妻のレイチェルが電話を取った。しかし、彼女は携帯電話のどのボタンを押せば通話が切れるのかを知らず、電話がつながった状態のままその場に置いた。これにより、ケリーはライアンとレイチェルの濡れ事とその喘ぎ声を延々と聴かされる羽目になった。
その後、ライアンがケリーのもとを訪れたとき、ケリーはそのことを指摘したうえで、ライアンの発言を自分の都合の良いように解釈した自分がバカだった、と述べた。ライアンは、離婚すれば投資も良い暮らしもできなくなる、と弁明したが、ケリーは聞く耳を持たず、ライアンを追い返した。
ケリーがジョージと一緒に見付けた物件を訪れると、ジョージが待っていた。ケリーに改めて別れの言葉を告げるために。ジョージはライアンから受け取った小切手をケリーに渡し、店のリフォーム費用に使うよう奨めるも、ケリーはそれを破り捨てる。ケリーはジョージに、今後も2人で一緒にやっていきたいと告白、ジョージもそれを受け入れ、2人はそのまま愛し合った。